# Jonathan Davies (rugbista 1962)
Jonathan Davies (Trimsaran, 24 ottobre 1962), è un giornalista e commentatore televisivo britannico, già rugbista a XIII internazionale per Gran Bretagna e Galles e rugbista a XV internazionale per il Galles, con cui partecipò nel 1987 alla prima edizione della Coppa del Mondo.

## Carriera
Ha cominciato la sua carriera nel rugby XV al Neath. il 24 aprile 1985 ha fatto il suo esordio con la nazionale giocando contro l'Inghilterra. Dopo una grave sconfitta contro la Romania nel dicembre 1988, della quale fu uno dei responsabili, decise di passare alla lega professionistica di rugby XIII dell'Inghilterra, unendosi ai Widnes Vikings. In seguito ha fatto parte della nazionale gallese di rugby XIII e di quella della Gran Bretagna. Ha poi proseguito la carriera in Australia nei club di Warrington Wolves, Canterbury Bulldogs e North Queensland Cowboys.
Dopo il passaggio del rugby XV al professionismo (1995) è tornato al Cardiff RFC, club col quale finirà la carriera, e a far parte della nazionale di rugby union.
Il 15 marzo 1997 ha giocato la sua ultima partita internazionale, quella contro l'Inghilterra. Con il Galles (rugby XV) ha disputato 32 partite, giungendo terzo nella Coppa del Mondo 1987 e vincendo il Cinque Nazioni 1988 con la Triple Crown.
Nel 1996 è diventato membro dell'Impero Britannico.